# Эпсилон Эридана
Э́псилон Эрида́на (ε Eri / ε Eridani; Ран; 18 Эридана) — звезда главной последовательности спектрального класса К2 в созвездии Эридана. Находясь на расстоянии 10,5 световых лет, она является третьей из ближайших звёзд (не считая Солнца), видимых без телескопа. В середине декабря 2015 года МАС принял официальное собственное название звезды — Ран (в честь персонажа древнескандинавской мифологии, морской великанши, поднимающей волны и ловящей моряков сетью). Ранее встречалось имя Ас-Садира, которым называли звезду арабы, жившие в Восточной Африке в XIV веке.
Ближайшие соседи Эпсилона Эридана — UV Кита и BL Кита (Лейтен 726-8 AB), находятся на расстоянии 5,22 светового года (1,60 парсека).

## Физические характеристики
Звезда имеет массу и диаметр около 85 %, светимость — 28 % от солнечной, оптический спектр чрезвычайно переменчивый, со множеством эмиссионных линий. В сравнении с Солнцем, у ε Эридана очень сильное магнитное поле, период вращения вокруг своей оси составляет 11 дней.
Причина таких характеристик — относительно малый возраст, всего около полумиллиарда лет. Поэтому существование жизни в планетной системе звезды считается маловероятным. Тау Кита является намного лучшим кандидатом, хотя также бедна металлами.
Поверхность планеты, вращающейся вокруг звезды ε Эридана на расстоянии около 0,53 астрономической единицы, имела бы диапазон температур, подходящий для наличия жидкой воды.

## Астероидный пояс
В 1988 году вокруг звезды был обнаружен осколочный диск на расстоянии, близком к расстоянию Пояса Койпера от нашего Солнца. Брюс Кэмпбелл и другие астрономы интерпретировали доплеровские измерения как наличие сгустков пылевого кольца, которые могут быть вызваны существованием планеты, вращающейся вокруг этой звезды. Диск содержит примерно в 1000 раз больше пыли, чем имеется в солнечной системе. Это может означать наличие в системе Эпсилона Эридана пропорционально большего количества кометного материала.
Нет никаких свидетельств в пользу наличия пылевого кольца в пределах 35 астрономических единиц от звезды, что может объясняться тем, что в этой области завершилось образование планет. Это согласуется с принятой в настоящее время моделью формирования планетных систем и косвенно свидетельствует о возможном наличии планет земной группы в системе Эпсилона Эридана.
В 2008 году астрономы США обнаружили в системе два астероидных пояса. Первый на расстоянии 3 а. е. от Эпсилон Эридана, а второй на расстоянии 20 а. е.

## Планетная система
Эпсилон Эридана — одна из самых близких солнцеподобных звёзд, поэтому было сделано много попыток обнаружить планеты, обращающиеся вокруг неё. Но высокая активность и переменчивость звезды затрудняет обнаружение планет методом радиальной скорости и некоторыми другими методами, так как маскирует изменения, вызванные движением планеты.

### Эпсилон Эридана b
В 2000 команда Арти Хатзеса заявила об обнаружении юпитероподобной планеты Эпсилон Эридана b с массой 1,2 ± 0,33 массы Юпитера, вращающейся вокруг звезды на среднем расстоянии 3,3 а.е. по сильно вытянутой орбите. Однако другие наблюдатели, включая Джеффри Марси, считали, что для такого вывода требуется больше информации о поведении доплеровского шума звезды, создаваемого её сильным переменным магнитным полем, и существование планеты долгое время оставалось лишь предположением. Впрочем, такое предположение было сделано ещё в начале девяностых Брюсом Кэмпбелом и Гордоном Уокером, но их наблюдения не позволяли сделать твёрдых выводов об орбите и свойствах планеты.
Наблюдения, сделанные с помощью космического телескопа «Хаббл», также свидетельствуют в пользу наличия Эпсилон Эридана b. Её предполагаемая масса 1,55 ± 0,24 массы Юпитера, наклонение орбиты 30,1 ± 3,8°, эксцентриситет 0,702 ± 0,039, большая полуось по уточнённым данным 3,39 ± 0,36 а.е., период обращения около 2500 земных суток. Плоскость орбиты планеты параллельна плоскости пылевого диска звезды.
В декабре 2015 года планете было присвоено собственное имя Эгир (см. ниже).

### Эпсилон Эридана c
Основная статья :Эпсилон Эридана c
Предположение о наличии планеты Эпсилон Эридана c было высказано в 2002 году астрономами Куилленом и Торндайком на основании анализа пылевого диска звезды. Наличие неоднородностей в диске может быть объяснено эффектом резонанса, вызванным наличием планеты массой около 0,1 массы Юпитера, вращающейся по орбите с большой полуосью около 40 а.е. и эксцентриситетом около 0,3. Период обращения такой планеты должен составлять около 280 лет. До настоящего времени существование этой планеты не подтверждено.

## Название
Планета и центральная звезда системы относятся к списку планетных систем, выбранных Международным астрономическим союзом для общественного обсуждения по присвоению названий экзопланетам и их звёздам (тем из них, у которых собственного имени ещё нет). Процесс обсуждения включает общественное выдвижение и голосование за новые имена с участием общественности, после чего МАС официально утверждает новые названия. В декабре 2015 года МАС объявил, что выигравшие названия (предложенные восьмиклассниками средней школы «Маунтинсайд» из г. Колберт, штат Вашингтон, США) таковы:
- Ран (Ran) для звезды. В честь персонажа древнескандинавской мифологии, великанши (морского божества) Ран (др.-сканд. Rán, «кража», «ограбление»), поднимавшей волны и ловившей моряков сетью.
- Эгир (AEgir) для планеты Эпсилон Эридана b. В честь персонажа древнескандинавской мифологии Эгира, мужа и брата Ран. Эгир (др.-сканд. Ægir) — великан (морское божество), олицетворение спокойного моря.

Ран и Эгир относятся к йотунам, правителям внешней Вселенной. У Эгира и Ран было девять дочерей, которых называли девами волн. Первоначально предложенные названия Rán и Ægir были модифицированы (Ran и AEgir), чтобы быть совместимыми с правилами МАС. Название AEgir в латинском написании лишь слегка отличается от названия открытого в 2004 году иррегулярного спутника Сатурна (Aegir), названного в честь того же персонажа.

## Ближайшее окружение звезды
Следующие звёздные системы находятся на расстоянии в пределах 10 световых лет от Ран:
| Звезда             | Спектральный класс        | Расстояние, св. лет |
| Лейтен 726-8       | M5,6 Ve                   | 5,1                 |
| τ Кита             | G8 Vp                     | 5,5                 |
| Звезда Тигардена   | M6,5 V                    | 5,8                 |
| ο² Эридана ABС     | K1 Ve / DA4 VII / M4,5 Ve | 6,4                 |
| LHS 1565           | M5,5 V                    | 6,9                 |
| YZ Кита            | M4,5 Ve                   | 7,0                 |
| Сириус AB          | A1 Vm / DA2 VII           | 7,8                 |
| L 1159-16          | M4,5 Ve                   | 8,0                 |
| LP 944-020         | M9                        | 8,3                 |
| Звезда Каптейна    | M1 V                      | 8,5                 |
| LP 656-38          | M3,5 V                    | 9,0                 |
| Росс 614 AB        | M4,5 Ve / M8 V            | 9,4                 |
| Звезда ван Маанена | DZ8 VII                   | 9,9                 |
| BD+04 123          | K2 V                      | 10,0                |

## Научная фантастика
В связи со своим статусом одной из ближайших одиночных солнцеподобных звёзд, ε Эридана часто появляется в научной фантастике. Ниже представлены упоминания звезды в некоторых фантастических произведениях.
- Некоторые поклонники фантастической вселенной «Звёздный Путь» (англ. Star Trek) считают, что именно вокруг этой звезды вращается планета Вулкан, родина мистера Спока. Другим кандидатом является 40 Эридана B.
- В романах о роботах Айзека Азимова, это солнце первого мира второй волны поселенцев: Baleyworld («Роботы и Империя») или Comporellon («Foundation’s Edge»).
- В романе Рейнольдса «Город Бездны» в системе Эпсилон Эридана расположена планета Йеллоустоун, главный город которого, Город бездны — основное место развития событий романа.
- В телевизионном сериале «Вавилон-5», сама станция «Вавилон-5» располагается в точке L5 третьей планеты (Эпсилон 3) этой системы.
- Во Вселенной Battletech Эпсилон Эридана — один из миров, ближайших к Терре.
- В серии видеоигр Halo планета Reach находится в этой системе. Reach — военный форт и место проведения проекта SPARTAN II, в ходе которого был отобран с родной планеты Эридан 2, обучен и генетически усовершенствован John-117, известный как Master Chief.
- В игре Face of Mankind фигурирует космическая колония на одной из ледяных планет, вращающейся вокруг Эпсилон Эридана.
- В серии книг «Хонор Харрингтон» Дэвида Вебера, Эпсилон Эридана — один из миров Соларианской Лиги миров и источник Эриданского Эдикта.
- Одноимённое произведение Алексея Барона. Эпсилон Эридана — основное место действия.
- В пилотной серии сериала Виртуальность, вышедшей как одноимённый фильм в 2009-м году первый межзвёздный корабль «Фаэтон» отправляется к звезде Эпсилон Эридана.
- В рассказе «Встреча» (автор — венгерский астрофизик и писатель Бела Балаж) планета № 7 в системе этой звезды — родина некоего образца сверхчеловеческого разума — Шарообразного Существа.
- В цикле Гарри Тертлдава «Мировая война», система Эпсилон Эридана имеет имя «Работев» у Расы. Планета Работев-2 была захвачена ими задолго до прибытия захватнического флота на Землю. Как и Раса, население Работева-2 представляет собой ящерообразную форму жизни.
- В цикле «Древний» Сергея Тармашева в этой системе находится одна из первых колоний людей.
- В романе «Формула жизни» Александра Жарова снаряжается экспедиция к Эпсилон Эридана с целью поиска разумной жизни.
- В серии книг «Доминион» Игоря Марченко в системе Эпсилон Эридана находится негостеприимная планета Эпилон, являющаяся центром подготовки спецвойск империи людей.